# Колионово
Колио́ново — деревня в муниципальном округе Егорьевск Московской области России.

## География
Деревня Колионово расположена в восточной части муниципального округа Егорьевск, примерно в 25 километрах к юго-востоку от города Егорьевск. В 1 километре к востоку от деревни протекает река Цна. Высота над уровнем моря 130 метров.

## Название
В письменных источниках упоминается как Калиново (1577 год), Каливоново, Коливоново (2-я половина XVIII века), позднее название искажается в Калионово.
Название связано с некалендарным личным именем Калина.

## История
До отмены крепостного права деревня принадлежала помещику Житову. После 1861 года деревня вошла в состав Починковской волости Егорьевского уезда. Приход находился в селе Жабки.
В 1926 году деревня входила в Жабковский сельсовет Починковской волости Егорьевского уезда.
До 1994 года Колионово входило в состав Починковского сельсовета Егорьевского района, в 1994—2004 годы — Починковского сельского округа, а в 2004—2006 годы — Подрядниковского сельского округа.
До 2015 года входила в состав сельского поселения Юрцовское.
В 2015 году вошла в состав городского округа Егорьевск, образованного в том же году путем упразднения Егорьевского района и объединения всех его поселений в единый городской округ.

## Экономика
В апреле 2017 года ферма «Колионово» Михаила Шляпникова привлекла на ICO «колионов» (initial coin offering, аналог IPO для криптовалют) больше $500 тысяч.

## Демография
В 1885 году в деревне проживало 152 человека, в 1905 году — 206 человек (104 мужчины, 102 женщины), в 1926 году — 182 человека (74 мужчины, 108 женщин). По переписи 2002 года в деревне не было постоянного населения. Население — 9 человек (2010).
| 1859 | 1868 | 1885 | 1905 | 1926 | 2002 | 2006 |
| ---- | ---- | ---- | ---- | ---- | ---- | ---- |
| 115  | ↘109 | ↗152 | ↗206 | ↘182 | ↘0   | ↗9   |
| 2010 |      |      |      |      |      |      |
| →9   |      |      |      |      |      |      |